# Standartenführer

Emblema de coll per a un Standartenführer de les SS.

Standartenführer, literalment "líder de regiment", va ser un rang paramilitar del Partit Nazi que es va utilitzar en les SA i posteriorment va tenir caràcter de grau militar a les SS. Va ser inicialment usat com un títol el 1925, però el 1928 el rang es va convertir en un dels primers dins de les files nazis i va ser atorgat als oficials de les SA i SS que comandaven unitats anomenades standart que eren formacions de la mida d'un regiment amb entre tres-cents i cinc-cents homes.
El 1929 el rang de Standartenführer es va dividir en dues classes conegudes com a Standartenführer (I) i Standartenführer (II). Aquest concepte va ser abandonat el 1930, quan tant les SS com les SA van ampliar els seus sistemes de rang incrementant els llocs d'oficial i, per tant un sol rang de Standartenführer va ser suficient.
El 1933, quan Adolf Hitler va assumir el poder a Alemanya, el rang de Standartenführer es va establir com el rang del major oficial de camp, un rang menor que el de Oberführer, que es considerava el primer rang general de les SS i SA, però superior de Obersturmbannführer. Cap als començaments de la Segona Guerra Mundial, el rang de Standartenführer estava àmpliament difós com rang en les SS i SA. En les Waffen-SS, el rang va ser considerat com l'equivalent d'un Oberst (coronel).
La insígnia de Standartenführer consistia en un sol full de roure que es portava en els dos colls de les jaquetes, també en la gorra tenien una calavera. Standartenführer va ser el primer dels rangs de les files de les SS i SA a desplegar insígnies de rang en ambdós colls, sense mostrar la insígnia de la unitat. Els Standartenführer de les Waffen-SS també portaven a l'espatlla al costat de la insígnia de Oberst, un full de roure.